# لوك هاميلتون
لوك هاميلتون (بالإنجليزية: Luke Hamilton)‏ هو لاعب اتحاد الرغبي بريطاني، ولد في 7 يناير 1992 في Pembroke, Pembrokeshire ‏ في المملكة المتحدة.